# Nanodegree
Os cursos Nanodegree ("nanograu" - "grau nano") são formações online com menor tempo de duração se comparados aos programas tradicionais oferecidos pelas instituições de ensino superior tradicionais. 
Em geral, os conteúdos são criados em parceria com empresas de tecnologia e negócios, como Google, Amazon e Facebook, e têm como objetivo preparar seus estudantes para o mercado de trabalho. Os nanodegree são uma modalidade de MOOCs popularizado pela Udacity. Eles se caracterizaram como uma formação a distância, de duração curta a média e que faz uso de ferramentas como mentoria de especialistas na área, realização de projetos práticos e feedbacks personalizados a cada entrega.

## O que é e como funciona um curso Nanodegree?
Os cursos nanodegrees costumam durar de um a seis meses por período no Brasil. O foco é o ensino de habilidades demandadas pelas empresas e pelo mercado de trabalho. Ao concluir um nanodegree. os estudantes recebem certificações aprovadas por empregadores. Em geral, os custos destes cursos são menores do que em escolas tradicionais. 
Os programas são construídos em parceria com algumas das principais companhias de tecnologia e negócios do mundo, como Google, Facebook, Amazon, IBM, Nvidia e Mercedes-Benz, entre diversas outras empresas. 

## Como surgiram os cursos Nanodegree?
O termo MOOC (do inglês Massive Open Online Course) é utilizado para designar qualquer curso online, aberto e massivo, isto é, que atinja um número indefinido de pessoas.
Não existe um consenso sobre qual foi o primeiro MOOC disponibilizado na internet, mas de acordo Cathy Davidson, co-fundadora da HASTAC — empresa que oferece ferramentas e metodologias para a sala de aula —, sua companhia ofereceu o primeiro curso online entre os anos de 2006 e 2007, atingindo cerca de 100 mil pessoas.
Outros analisam que esse feito ocorreu em 2008, quando Stephen Downes e George Siemens montaram um curso online com o objetivo de provar que era possível promover um aprendizado aberto e "conectivista" através de uma plataforma digital.
Nessa discussão, também é mencionada a possibilidade de que Sebastian Thrun e Peter Norvig tenham sido os primeiros a desenvolverem um MOOC em 2011, quando ministraram seu curso de introdução à inteligência artificial em Stanford. O programa online obteve mais de 160 mil inscritos em 190 países e inspirou a fundação da Udacity. Após esse episódio, Thrun percebeu que havia alto potencial para fornecer uma qualificação voltada para tecnologia que fosse prática, acessível e altamente eficaz para o mundo. Assim, os nanodegrees foram pensados para serem menos passivos (baseados apenas em longas aulas ou palestras, nas quais os alunos apenas assistem) e, sim, mais práticos e dinâmicos, com a possibilidade de o estudante colocar a mão na massa para executar projetos reais com base no que foi ensinado.

## Certificação Nanodegree
As certificações desta modalidade não equivalem a diplomas de graduação/pós providos por universidades brasileiras credenciadas ao Ministério da Educação do Brasil (MEC). Porém, são amplamente reconhecidos pelo mercado de trabalho, visto que o desenvolvimento dos cursos são feitos em parceria com grandes empresas, como GitHub e IBM. 

Uma vez que o Nanodegree é baseado em projetos, o aluno acaba finalizando o curso com um portfólio completo, que representa todas as habilidades que ele adquiriu no programa e se torna uma ferramenta para evidenciar para o mercado de trabalho todos os novos aprendizados. Além disso, o certificado tem reconhecimento internacional, já que a Udacity conta com alunos em mais de 160 países e todos recebem o mesmo certificado.